# فيني باز
فينسنزو لوفينري (بالإنجليزية: Vinnie Paz) (Vincenzo Luvineri) ولد في 5 أكتوبر 1977 يعرف بأسم فيني باز هو مؤدي راب إيطالي أمريكي، وهو شاعر فرقة جيدي مايند تريكس Jedi Mind Tricks , وهو أيضا عضو في فرقة جيش الفراعنة Army of the Pharaohs.

## السيرة الذاتية
في بدايته أخذ باز Ikon the Verbal Hologram كأسم مستعار له، ومن ثم غير أسمه إلى فيني باز تيمنا بأسم ملاكم رود آيلاند فيني بازينزا، بدأ باز الغناء مع زميله عضو جيدي مايند تريكس ستوب في سردابه، دائما ما تحتوي قصائد باز على أشارة إلى الأديان والحروب والسياسة وعلم الأساطير ونظريات المؤامرة, باز تربى على الكاثوليكية و لكنه أسلم مؤخرا، ودائما مايذكر دين الإسلام في قصائده الحالية.

## روابط خارجية
- فيني باز على موقع IMDb (الإنجليزية)
- فيني باز على موقع ميوزك برينز (الإنجليزية)
- فيني باز على موقع أول ميوزيك (الإنجليزية)
- فيني باز على موقع ديسكوغز (الإنجليزية)